# Tarek Boukensa
Tarek Boukensa, Arabisch:بوكنسة طارق, (Annaba, 19 november 1981) is een Algerijnse middellangeafstandsloper, die is gespecialiseerd in de 1500 m. Hij werd in deze discipline meervoudig Algerijns kampioen. Hij nam tweemaal deel aan de Olympische Spelen.

## Biografie
Boukensa werd een eerste maal Algerijns kampioen op de 1500 m in 2001. Een jaar eerder was hij op dit onderdeel achtste geworden op de wereldkampioenschappen voor junioren in de Chileense stad Santiago. In 2003 won hij een bronzen medaille op de Militaire Wereldspelen. In 2004 kwalificeerde hij zich voor de Olympische Spelen van 2004 in Athene. Vlak voor de Spelen won hij de 1500 m op de IAAF Grand Prix van Zagreb. Op de Spelen kwam hij door de voorrondes met een tijd van 3.37,94. In de halve finale moest hij voortijdig de wedstrijd staken.
In 2006 werd Boukensa derde op de Afrikaanse kampioenschappen. Een jaar later, op de wereldkampioenschappen in Osaka, eindigde hij op de 1500 m op een vijfde plaats in een tijd van 3.35,26. Vervolgens nam hij in 2008 voor de tweede maal deel aan de Olympische Spelen, die dit keer in de Chinese hoofdstad Peking plaatsvonden. Opnieuw kwam hij op de 1500 m echter niet verder dan de halve finales, waarin hij achtste werd in 3.39,73.
Op de wereldkampioenschappen in 2009 in Berlijn overleefde hij op de 1500 m de eerste ronde niet. Hij werd in zijn serie zesde in 3.45,65.

## Titels
- Algerijns kampioen 1500 m - 2001, 2002, 2004, 2005

## Persoonlijke records
Outdoor
| Onderdeel   | Prestatie | Datum        | Plaats            |
| ----------- | --------- | ------------ | ----------------- |
| 800 m       | 1.46,10   | 20 juli 2006 | Algiers           |
| 1000 m      | 2.16,13   | 9 juni 2006  | Villeneuve-d'Ascq |
| 1500 m      | 3.30,92   | 13 juli 2007 | Rome              |
| 1 Eng. mijl | 3.49,95   | 29 juli 2005 | Oslo              |
| 2000 m      | 4.57,20   | 8 juni 2007  | Villeneuve-d'Ascq |
| 3000 m      | 7.43,23   | 12 juni 2005 | Villeneuve-d'Ascq |
| 5000 m      | 13.33,83  | 11 juni 2009 | Algiers           |

Indoor
| Onderdeel   | Prestatie | Datum            | Plaats    |
| ----------- | --------- | ---------------- | --------- |
| 1000 m      | 2.19,47   | 11 februari 2007 | Karlsruhe |
| 1500 m      | 3.39,03   | 13 februari 2009 | Parijs    |
| 1 Eng. mijl | 4.00,88   | 10 februari 2009 | Liévin    |
| 2000 m      | 5.03,00   | 3 maart 2006     | Liévin    |
| 3000 m      | 7.52,25   | 26 februari 2006 | Gent      |

## Prestaties

### Kampioenschappen
| Jaar | Wedstrijd              | Plaats    | Resultaat | Onderdeel     | Tijd    |
| ---- | ---------------------- | --------- | --------- | ------------- | ------- |
| 2000 | WJK                    | Santiago  | 8e        | 1500 m        | 3.44,46 |
| 2002 | Afrikaanse kamp.       | Radès     | 5e        | 1500 m        | 3.41,49 |
|      | WK veldlopen           | Dublin    | 34e       | korte afstand | 12.51   |
| 2003 | Militaire wereldspelen | Catania   | 3e        | 1500 m        | 3.56,47 |
|      | WK veldlopen           | Lausanne  | 48e       | korte afstand | 11.58   |
| 2004 | WK veldlopen           | Brussel   | 12e       | korte afstand | 11.56   |
| 2005 | WK                     | Helsinki  | 8e        | 1500 m        | 3.41,01 |
| 2006 | Afrikaanse kamp.       | Bambous   | 3e        | 1500 m        | 3.46,81 |
|      | Wereldatletiekfinale   | Stuttgart | 5e        | 1500 m        | 3.33,87 |
|      | WK veldlopen           | Fukuoka   | 36e       | korte afstand | 11.25   |
| 2007 | WK                     | Osaka     | 5e        | 1500 m        | 3.35,26 |
|      | Afrikaanse Spelen      | Algiers   | 3e        | 1500 m        | 3.39,18 |

### Golden League-podiumplaatsen
| Jaar | Wedstrijd             | Plaats      | Resultaat | Onderdeel | Tijd    |
| ---- | --------------------- | ----------- | --------- | --------- | ------- |
| 2007 | Meeting Gaz de France | Saint-Denis | 3e        | 1500 m    | 3.32,77 |
|      | Golden Gala           | Rome        | 1e        | 1500 m    | 3.30,92 |
|      | Weltklasse Zürich     | Zürich      | 2e        | 1500 m    | 3.38,84 |
| 2008 | Golden Gala           | Rome        | 3e        | 1500 m    | 3.31,98 |